# Nikola Plantić
Nikola Plantić (Zagreb, 2. prosinca 1720. – Varaždin, 15. lipnja 1777.) bio je hrvatski sveučilišni profesor, filozofski pisac, te poglavar u isusovačkom kolegiju u Buenos Airesu. Prvi je poznati Hrvat koji je djelovao na području današnje Argentine i Urugvaja.
Prema nekim svjedočenjima, jedna grupa Indijanaca ga je proglasili svojim kraljem te se tvrdilo da je kovao novac s natpisom „Nicolao I. Imperat. Paraguay”.

## Životopis
Rodio se u Zagrebu, od oca Petra, čizmara, i majke Barbare (rođ. Curić). Kršten je 2. prosinca 1720. godine u župnoj crkvi sv. Marka. Kumovi su mu bili Juraj Benković i Margareta Skrinjarić. U Zagrebu završava gimnaziju i prvu godinu filozofije. Od trećeg razreda gimnazije do studija logike (1732.–1736.) bio je pitomac konvikta sv. Josipa. Tada mu je uzdržavanje plaćao plemić imena Uzolin (Uzulin).
U isusovački red je ušao 28. listopada 1736. godine u Beču. Na ispitu kandidata izjavio je kako su mu roditelji već bili umrli. Nakon dvogodišnjeg novicijata studira filozofiju u Grazu (1738. – 1741.) te je 1742. u Zagrebu radio kao gimnazijski profesor, u drugom nižem razredu. Od 1743. predaje u Varaždinu sintaksu u četvrtom razredu te je istovremeno bio gimnazijski svetački ekshortator (nedjeljni govornik, tj. propovjednik). Također je služio kao pomoćnik regenta ili upravitelja đačkog konvikta (lat. Seminarium Xaverianum). Od 1744. godine predaje poetiku i retoriku u Požegi, gdje je ujedno bio upravitelj đačke Marijine kongregacije i kućni kroničar. Školske godine 1744./45. započinje studij teologije u Trnavi. Tamo je nakon treće godine studija zaređen za svećenika.
Red ga šalje u prekomorske misije te 1747. odlazi prvo u Beč pa u Španjolsku. Stigavši tamo 24. prosinca, u Cádizu čeka lađu za Ameriku. U jesen 1748. odlazi s 55 misionara u ekspediciji paragvajskoga prokuratora, Mađara Ladislava Orosza. U Buenos Aires dolaze na Novu godinu 1749. godine. U Córdobi Plantić završava četvrtu godinu teologije te obavlja treću probaciju. Na Sveučilištu u Córdobi od 1750. bio je dvije godine kućni ministar te zatim tri godine profesor filozofije. Potom je bio četiri godine profesor teologije i na kraju dvije godine repetitor humaniorum, tj. odnosno pripremač mladih isusovaca za profesuru. U istom gradu je položio, 2. veljače 1754., zadnje svečane zavjete. Od 1762. godine, bio je u velikom kolegiju u Buenos Airesu (španj. Colegio del Salvador) prefekt škole i dušobrižnik; od 1765. godine bio je godinu i pol dana vicerektor, a od 1766. i rektor kolegija.
Zatim obavlja dužnost superiora rezidencije u Montevideu. Povjesničar Sierra o Plantiću svjedoči da je djelovao kao misionar među Indijancima Charrúas. Bio je to narod koji je živio istočno od grada Santa Fe i izvan redukcijskog područja. Plantić odlazi iz Montevidea, a u siječnju 1768. odlazi brodom iz Buenos Airesa za španjolsku luku Santa María. Vrativši se u Zagreb, u tamošnjem kolegiju obnaša dužnost prefekta škole. U akademskoj godini 1770./71. bio je prvi profesor Svetog pisma na zagrebačkom studiju teologije. Od 2. ožujka 1771. bio je rektor kolegija u Varaždinu. Nakon ukinuća Reda, 1773., ostaje u Varaždinu kao hrvatski svetački propovjednik i upravitelj bivše isusovačke crkve Marijina Uznesenja te ispovjednik uršulinki.
Umro je u Varaždinu 15. lipnja 1777. i pokopan je u kripti župne crkve sv. Nikole.

## Djela
Poznata su tri Plantićeva djela, od kojih su dva ostala u rukopisu.
- „Tractatus in logica Aristotelis interiora” (1752.)[9]
- „Pobožna i kratka za vsaki dan meseca premišljavanja” (Varaždin, 1775.)[2]

Njegov prijevod latinske gramatike na hrvatski jezik (kajkavica) „Kratko vpeljavanje k dijačkom govorenju” ostao je u rukopisu.

### Knjige
- Korade, Mijo. 2015. Nikola Plantić i legenda o kralju Nikoli u hrvatskoj historiografiji i publicistici.   Polić Bobić, Mirjana; Korade, Mijo (ur.). Paragvajska pisma (PDF). Matica hrvatska. Zagreb. str. 183–223

### Mrežna sjedišta
- Plantić, Nikola. Hrvatska enciklopedija, mrežno izdanje. Pristupljeno 6. studenoga 2024.